# Black Dress (EP của CLC)
Black Dress là một đĩa mở rộng của nhóm nhạc nữ Hàn Quốc CLC. Nó được phát hành vào ngày 22 tháng 2 năm 2018, bởi Cube Entertainment và được phân phối bởi LOEN Entertainment. EP này bao gồm năm bài hát, bao gồm bài hát được phát hành trước đó "To the Sky" và ca khúc chủ đề "Black Dress".
EP đạt vị trí thứ 7 trên bảng xếp hạng US World Album và ở vị trí thứ 12 trên Bảng xếp hạng Gaon Album.

## Bối cảnh và phát hành
Vào ngày 6 tháng 2 năm 2018, một bức ảnh teaser đã được phát hành trực tuyến, tiết lộ rằng nhóm sẽ phát hành EP thứ bảy của họ, Black Dress, vào ngày 22 tháng 2  Hai ngày sau, lịch comeback đã được tiết lộ vào ngày 12 tháng 2, nhóm sẽ phát hành hình ảnh và video teaser trước khi phát hành trực tuyến và sẽ phát hành đĩa đơn ngày hôm sau.
Vào ngày 14 tháng 2, đơn đặt hàng trước cho album đã được mở ở các trang web âm nhạc trực tuyến và ngoại tuyến, tiết lộ rằng EP sẽ chứa một tập sách gồm 146 trang, thẻ bài, thẻ ảnh và áp phích của nhóm. Nó cũng được tiết lộ rằng sẽ có một bộ bưu thiếp và bộ tem dán dành cho những người mua album trên 20SPACE. Vào ngày 18 tháng 2, danh sách các ca khúc đã được tiết lộ và ca khúc chủ đề là "Black Dress". Vào ngày 19 tháng 2, những đoạn âm thanh của mỗi bài hát đã được phát hành trên kênh YouTube chính thức của nhóm.
EP được phát hành vào ngày 22 tháng 2 năm 2018, thông qua một số cổng âm nhạc, bao gồm MelOn ở Hàn Quốc và iTunes.

## Quảng bá

### Single
"To the Sky" đã được phát hành dưới dạng ca khúc pre-release vào ngày 1 tháng 2 năm 2018. Vào ngày 9 tháng 2, video vũ đạo của ca khúc đã được phát hành.
"Black Dress" là ca khúc chủ đề của EP vào ngày 22 tháng 2, được phát hành cùng với video âm nhạc. Bài hát thể hiện việc phụ nữ quyến rũ những người đàn ông khác bằng cách khoác lên mình một chiếc "đầm đen" (Black dress). Đây là một bài hát với những âm thanh gây ngiện. Video âm nhạc được thực hiện bởi đạo diễn Kim Ji-hoon. Vào ngày 20 tháng 2, đoạn teaser của video âm nhạc đã được phát hành trên kênh YouTube chính thức của nhóm và kênh phân phối của họ, 1theK.

### Biểu diễn trực tiếp
Trong chương trình quảng bá âm nhạc Mnet, M Countdown, CLC đã biểu diễn trực tiếp bài hát chủ đề, "Black Dress" vào ngày 22 tháng 2.

## Hiệu suất thương mại
Black Dress lúc mới phát hành đã xếp ở vị trí thứ 11 trên Bảng xếp hạng Billboard. Nó cũng đứng ở vị trí thứ 12 trên Bảng xếp hạng Gaon Album.
Album đạt vị trí 35 trong tháng 2 năm 2018, với 4.671 bản được bán.

## Danh sách ca khúc
| Digital download | Digital download                 | Digital download                           | Digital download               | Digital download               | Digital download |
| STT              | Nhan đề                          | Phổ lời                                    | Phổ nhạc                       | Người sáng tác                 | Thời lượng       |
| ---------------- | -------------------------------- | ------------------------------------------ | ------------------------------ | ------------------------------ | ---------------- |
| 1.               | "Black Dress"                    | Cho Sung-ho Ferdy Kang Dong-Ha Jang Ye-eun | Cho Sung-ho Ferdy Kang Dong-Ha | Cho Sung-ho Ferdy Kang Dong-Ha | 3:13             |
| 2.               | "Like That"                      | Jaeri Potter Jang Ye-eun Kwon Eun-bin      | NOPARI MonoTree Jaelipoteo     | MonoTree NOPARI                | 2:59             |
| 3.               | "Distance" (선; seon)            | Seo Jae-woo Cho Sung-ho Jang Ye-eun        | Seo Jae-woo Cho Sung-ho        | Seo Jae-woo Cho Sung-ho        | 3:07             |
| 4.               | "To the Sky"                     | Cho Sung-ho Ferdy Jang Ye-eun              | Cho Sung-ho Ferdy              | Cho Sung-ho Ferdy              | 3:05             |
| 5.               | "7th" (일곱번째; ilgob beonjjae) | Cho Sung-ho Kang Dong-Ha Jang Ye-eun       | Cho Sung-ho Kang Dong-Ha       | Cho Sung-ho Kang Dong-Ha       | 4:11             |
| Tổng thời lượng: | Tổng thời lượng:                 | Tổng thời lượng:                           | Tổng thời lượng:               | Tổng thời lượng:               | 16:38            |

## Bảng xếp hạng
| Bảng xếp hạng (2018) | Peak |
| -------------------- | ---- |
| Gaon                 | 12   |
| Billboard            | 7    |

| Địa điểm       | Ngày                     | Dạng             | Công ty            |
| -------------- | ------------------------ | ---------------- | ------------------ |
| Hàn Quốc       | Ngày 22 tháng 2 năm 2018 | Digital download | Cube Entertainment |
| Những nơi khác | Ngày 22 tháng 2 năm 2018 | Digital download | Cube Entertainment |
| Hàn Quốc       | Ngày 23 tháng 2 năm 2018 | CD               | Cube Entertainment |